# Арістобул з Кассандрії
Арістобул з Кассандри (дав.-гр. Αριστόβουλος, близько 380 року до н. е. — близько 290 року до н. е.) — сучасник Александра Македонського і діадохів, автор втрачених мемуарів, що були історичним джерелом про завоювання Александра.

## Біографія
Народився в невідомому місці (можливо, у Фокіді) приблизно в 380 році до н. е. Арістобул був інженером і архітектором у македонській армії під час завоювання Перської імперії. Зокрема, йому було доручено відновлення гробниці Кира Великого в Пасаргадах. Після смерті Александра в 323 році він повернувся до Македонії та оселився в місті Кассандрія, заснованому на місці стародавньої Потідеї в 316 році. Арістобул помер у віці 90 років.

## Спогади
У віці 84 років він почав писати про завоювання Александра. Спогади Арістобула і Птолемея пізніше надихнули Арріана та Плутарха. Арістобул також цитувався Афінеєм та Страбоном (для опису сходу та Індії).
Вважаючись загалом достовірним джерелом, його робота, тим не менш, оцінювалася як улеслива до Александра. За словами Лукіана, Арістобул вигадав такий епізод, як поєдинок між Александром і Пором у битві на Гідаспі:
|                                               | Так вчинив, наприклад, Александр; коли Арістобул описав поєдинок його з Пором і прочитав йому саме це місце зі свого твору, — він думав зробити приємне царю, вигадуючи йому нові подвиги і пишучи справи більші, ніж дійсні, — Александр взяв книгу і кинув її в воду (вони в цей час якраз пливли по річці Гідасп) зі словами: «І з тобою б слід було зробити те саме, Арістобул, за те, що ти за мене воював і вбивав слонів одним ударом». |
| — Лукіан з Самосати. «Як слід писати історію» | |